# Viaducto de Landore
El viaducto de Landore (nombre original en inglés: Landore Viaduct) permite el cruce de la línea ferroviaria que se dirige al oeste de Gales sobre el valle de Swansea y el río Tawe en Landore, en el sur de Gales. Proporciona un enlace entre el centro de la ciudad de Swansea y la Línea del Oeste de Gales con la Línea Principal del Sur de Gales. El cruce del valle ofrece una vista panorámica de Landore, la colina de Kilvey, el Liberty Stadium y el Parque Empresarial de Swansea.
Se construyó como un elemento clave de la Línea del Oeste de Gales a finales de la década de 1840. La estructura, que tiene una longitud de 536 metros (586,2 yd), fue diseñada originalmente por el famoso ingeniero Isambard Kingdom Brunel e incorporó una amplia gama de elementos de diseño estructural. Construida originalmente en su mayor parte con madera, se abrió oficialmente al tráfico en 1850. La estructura se renovó por primera vez en 1889, para lo que se utilizó hierro forjado en el vano central. Entre 1978 y 1979, la mayor parte del viaducto se modificó incorporando vigas de acero. La estructura permanece en uso hasta el día de hoy (2022).

## Historia

### Diseño

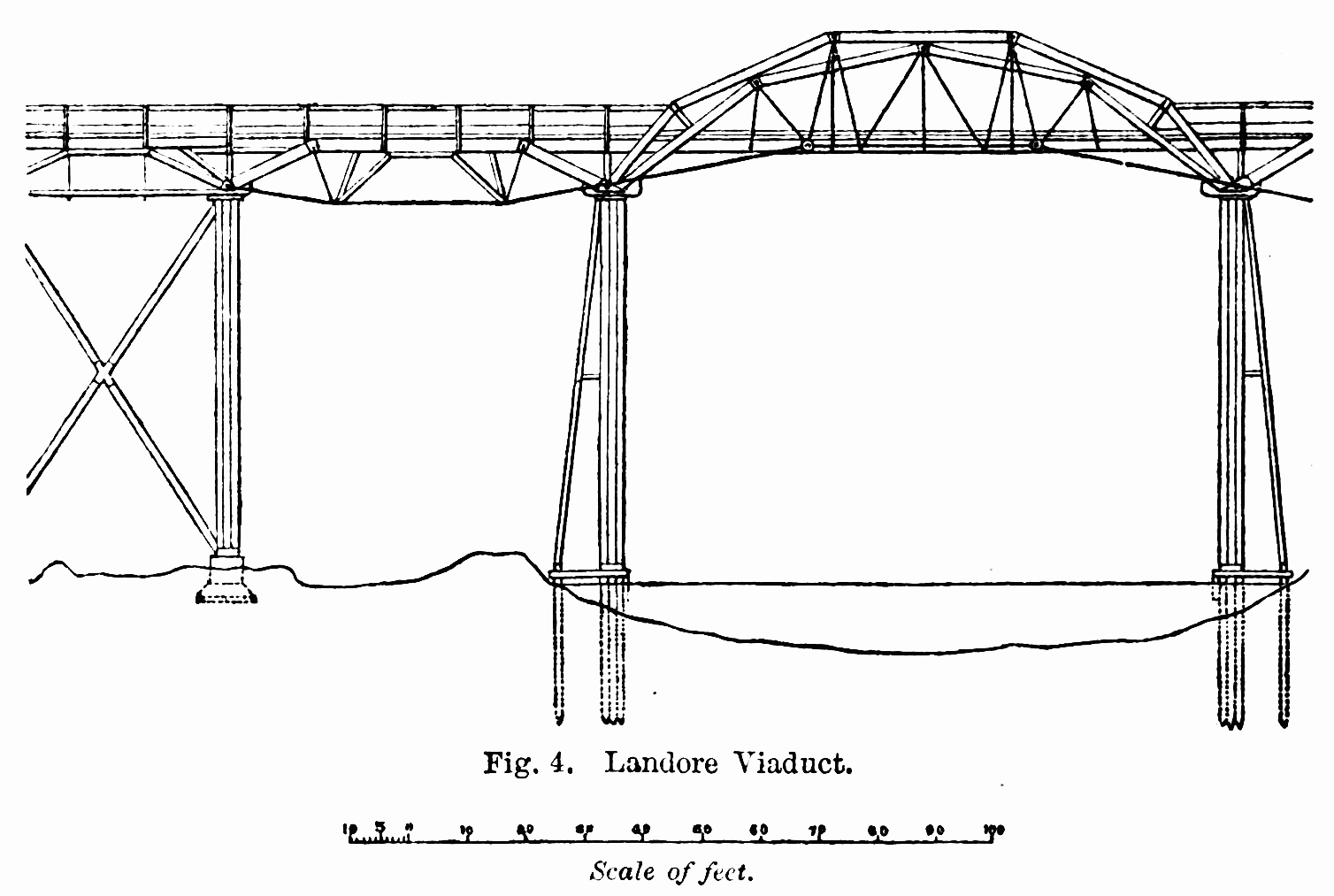
Alzado de un arco lateral y del vano principal

A mediados de la década de 1840 se comenzó a trabajar en la construcción del Ferrocarril del Sur de Gales, con el objetivo de conectar Gloucester y el Great Western Railway a puntos clave en todo el sur de Gales, especialmente con los puertos vinculados al tráfico de transbordadores hacia Irlanda previsto en Fishguard, Pembrokeshire. Proyectada por el destacado ingeniero civil Isambard Kingdom Brunel, la línea se abrió inicialmente durante 1850 hasta la ciudad de Swansea, aunque la actividad de construcción continuó en otros tramos durante décadas. La llegada del ferrocarril tuvo el efecto de eclipsar al canal de Swansea como la principal arteria de transporte en la región.
Para conectar lo que ahora se conoce comúnmente como la Línea Principal del Sur de Gales con el centro de la ciudad de Swansea y la Línea del Oeste de Gales, fue necesario construir un cruce sobre el río Tawe. Tras el estudio de las posibles alternativas de trazado, se decidió que el lugar óptimo para cruzar el río estaba ubicado alrededor de 4,8 kilómetros (3 mi) al norte de la desembocadura del río, en la bahía de Swansea. La forma seleccionada para cruzar el valle del río fue un viaducto, que fue diseñado por el propio Brunel. Su diseño incorporó dos enfoques importantes: el acceso oeste, que tenía una curva con un radio de 402,3 metros (440 yd), poseía una pendiente de 1 en 264, mientras que el acceso este estaba en una recta y tenía una pendiente de 1 en 109.
El viaducto poseía una longitud total de 536,4 metros (586,6 yd), comprendiendo 37 arcos. La luz de estos arcos variaba significativamente en algunos lugares, midiendo el mayor de todos 33,5 metros (36,6 yd) de luz en el cruce sobre el río Tawe. Los dos arcos situados junto al vano principal medían 19,5 metros (21,3 yd); además, se incluyeron un par de arcos de 22,3 metros (24,4 yd) para cruzar el canal de Swansea y una carretera, y dos tramos de 15,2 metros (16,6 yd) sirvieron para cruzar otras carreteras. La mayoría de los arcos tenían anchos comprendidos entre 12,8 y 11 metros (14,0 y 12,0 yd). El tablero del viaducto estaba compuesto por un entramado de gruesos maderos (con un espesor de 203 milímetros (8 plg)) unidos directamente a las propias vías. El ancho entre los pretiles era de 8,5 m (9,3 yd), que era lo suficientemente ancho como para acomodar un par de vías de gran ancho. A diferencia del resto de la estructura, el tramo principal del viaducto estaba compuesto por estructuras separadas para cada vía.

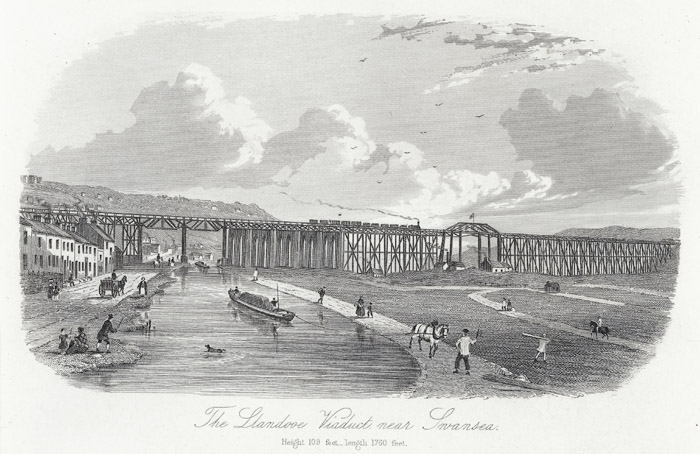
Vista del viaducto original con estructura de madera (hacia 1865)

La superestructura del viaducto se componía principalmente de madera, que se cree que era de pino bronco procedente del Canadá, reforzada con fijaciones y clavijas de hierro forjado. Para que se pudiera disponer de una altura suficiente sobre el río Tawe para el paso de veleros, un requisito de la Ley del Parlamento asociado con la construcción del viaducto, se dispuso una viga de celosía con forma de arco en el vano principal sobre el río, de forma que se disponía de una altura de 33,7 metros (36,9 yd) del tablero sobre el cauce. Este vano constaba de dos arcos poligonales concéntricos compuestos por vigas dobles, siendo cada una de 330 x 356 mm (13,0 x 14,0 plg). En comparación, los otros vanos se resolvieron mediante vigas, colocando sus cerchas debajo del tablero del viaducto. Tanto los estribos del viaducto como las cinco pilas de planta rectilínea ubicadas al oeste del río, cada una con dos vanos en arco de medio punto, estaban compuestas de mampostería. El resto de los pilares consistía en caballetes de madera que se dispusieron a partir de montantes cuadrados de 406 mm (16,0 plg), completados con dos, tres o cuatro patas cimentadas sobre pilotes de madera o zapatas de mampostería. La diferencia en el número de patas utilizadas dependía de las condiciones específicas del terreno para cada pilar.

### Construcción
La responsabilidad de supervisar la construcción del viaducto se asignó a Lavington Evans Fletcher, quien era uno de los asistentes de Brunel. El ingeniero residente era Robert Brodie y el ingeniero residente asistente era Samuel Jones, mientras que George Hennet fue designado como contratista para su construcción. El acero para la estructura fue producido por el fabricante con sede en Chepstow Edward D. Finch & Co., y los elementos de hierro forjado fueron fabricados localmente por Palmer de Neath.
Antes del comienzo de la construcción, se tuvo que realizar una fase de adquisición de terrenos relativamente costosa, con una gran cantidad de edificios situados en el camino del viaducto que tuvieron que demolerse. Otras dificultades fueron presentadas por el terreno mismo: debido a la presencia de actividades mineras anteriores, la estabilidad del suelo se había visto afectada negativamente en algunas áreas. En la orilla oriental del río, el suelo era efectivamente un pantano, siendo históricamente propenso a las inundaciones del río Tawe durante la primavera. Por lo tanto, el diseño tanto de la cimentación como de las pilas del viaducto se proyectó para lograr la estabilidad necesaria a pesar de estas desfavorables condiciones de cimentación.
Durante octubre de 1847 se había iniciado el hincado de las columnas diseñadas para la cimentación del viaducto. Para mayo de 1848, se registró que se había completado el trabajo de mampostería del estribo oeste. El 30 de mayo de 1850, la locomotora Hércules y su ténder se convirtieron en el primer tren en cruzar el viaducto terminado. El 18 de junio de 1850, la estructura se abrió oficialmente al tráfico, siendo utilizada por el primer tren entre Chepstow y Swansea ese mismo día. Según se informa, la construcción del viaducto de Landore había costado aproximadamente 28.720 libras.

### Reconstrucción y mantenimiento

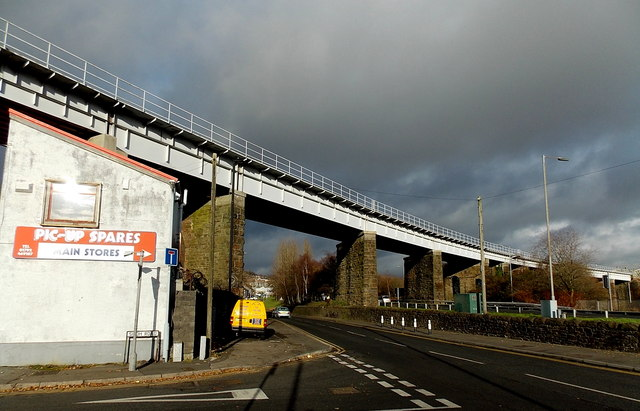
Tramo lateral del viaducto de Landore

Entre septiembre de 1886 y octubre de 1889, el viaducto fue objeto de su primer programa de modificación, que puede ser visto como un reemplazo efectivo de la estructura original. Durante este trabajo se remodeló la superestructura, adoptándose una configuración de 22 tramos, que se apoyó en pilares de mampostería adicionales. Se logró una reducción en la longitud del viaducto alargando el terraplén del acceso este, utilizando para ello la escoria procedente de la cercana empresa Hafod Copperworks. Se utilizó una sola celosía de acero para reemplazar el tramo original del río, mientras que el resto se reconstruyó con hierro forjado. Según un texto publicado en el Western Mail el 5 de octubre de 1889, el costo de estas modificaciones ascendió a 30.000 libras esterlinas.
Entre 1978 y 1979, el operador ferroviario nacionalizado British Rail llevó a cabo otra serie de modificaciones, incluida la sustitución de las vigas del tablero de hierro forjado por nuevas vigas de acero. Como resultado de las múltiples y sucesivas modificaciones de la estructura, todo lo que sobrevive del viaducto de Brunel son los cinco pilares de mampostería originales ubicados al oeste del Tawe. Además, se pueden encontrar varios tocones de los pilares de madera en el lecho del río, mientras que algunas secciones de madera permanecen sepultadas en la extensión del terraplén del lado este del viaducto realizada en el siglo XIX.